# Mykoła Kuźmyn
Mykoła Kuźmyn, Mikołaj Kuźmin (ukr. Микола Кузьмин,  ur. 25 maja 1881 w Jeziernej, zm. 27 maja 1955 w Cleveland) – ukraiński działacz społeczny, rolnik, członek Komitetu Centralnego Ukraińskiego Zjednoczenia Narodowo-Demokratycznego (UNDO) w latach 1925–1928, senator II kadencji w II Rzeczypospolitej.
Ukończył szkołę ludową, zdał egzamin dający uprawnienia kontrolera i sekretarza gmin. Rolnik w Jeziernej, kierownik spółdzielni rolniczej, członek wydziału „Proświty”.
W wyborach parlamentarnych w 1928 wybrany na senatora RP z listy Bloku Mniejszości Narodowych z województwa tarnopolskiego. 
31 sierpnia 1930 wybrany na zastępcę członka zarządu Proswity. 9 maja 1931 przed sądem grodzkim w Tarnopolu rozpoczął się proces przeciwko niemu i Antonowi Kuńce, oskarżonym o zorganizowanie nielegalnego wiecu, 22 sierpnia 1931 sąd uwolnił ich od zarzutów. W latach 1933–1939 członek Izby Rolniczej we Lwowie i członek powołanego 19 kwietnia 1934 Klubu Radnych Ukraińskich Izby. Zmarł na emigracji w USA.